# Vlag van Zelhem

Vlag van de gemeente Zelhem

De vlag van Zelhem was van 25 augustus 1938 tot 2005 de gemeentelijke vlag van de Gelderse gemeente Zelhem. De vlag kwam in 2005 te vervallen als gemeentelijke vlag toen de gemeente Zelhem door een gemeentelijke herindeling met nabijgelegen gemeenten samengevoegd werd tot de gemeente Bronckhorst.

## Beschrijving
De beschrijving volgens het raadsbesluit luidt:
De vlag der gemeente zal zijn, overeenkomstig die van de provincie Gelderland (horizontale banen in de kleuren geel en blauw, geel boven, blauw beneden) en het gemeentewapen in de linkerbovenhoek.
De vlag bestaat uit twee banen van gelijke hoogte in de kleuren geel en blauw. In het gele baan is links een zwarte ploeg, beschenen door een zon. Deze is afkomstig van het voormalige gemeentewapen.

## Geschiedenis
Tijdens het defilé in Amsterdam ter gelegenheid van het veertigjarig regeringsjubileum van koningin Wilhelmina op 6 september 1938 trokken afgevaardigden van iedere Nederlandse gemeente langs de vorstin. Iedere delegatie werd voorafgegaan door een drager met een gemeentevlag. Het feit dat het merendeel van de gemeenten in Nederland op dat moment geen eigen vlag had, bracht de organisatie van het defilé ertoe de ontbrekende vlaggen zelf te ontwerpen. Dit werd een vierkante defileervlag met de kleuren van de betreffende provincievlag met daarop in het kanton een afbeelding van het gemeentewapen. Voor Gelderland was de basis een vlag met twee gelijke horizontale banen in de kleuren geel en blauw. Na de defilé heeft de gemeente Zelhem de vlag in een hoogte-breedteverhouding van 2:3 als gemeentevlag aangehouden tot aan het moment van de opheffing. De vlag werd per raadsbesluit ingesteld op 25 augustus 1938.

## Verwante afbeeldingen

Wapen van Zelhem

Ammerzoden 
· Angerlo 
· Batenburg 
· Beesd 
· Bemmel 
· Bergh 
· Bergharen 
· Beusichem 
· Borculo 
· Brakel 
· Didam 
· Dinxperlo 
· Dodewaard 
· Dreumel 
· Echteld 
· Eibergen 
· Elst 
· Ewijk 
· Geldermalsen 
· Gendringen 
· Gendt 
· Gorssel 
· Groenlo 
· Groesbeek 
· Hedel 
· Heerewaarden 
· Hemmen 
· Hengelo 
· Herwen en Aerdt 
· Heteren 
· Heukelum 
· Hoevelaken 
· Horssen 
· Huissen 
· Hummelo en Keppel 
· Hurwenen 
· Kerkwijk 
· Kesteren 
· Laren 
· Lichtenvoorde 
· Lienden 
· Lingewaal 
· Maurik 
· Millingen aan de Rijn 
· Neede 
· Neerijnen 
· Overasselt 
· Rijnwaarden 
· Rossum 
· Ruurlo 
· Steenderen 
· Ubbergen 
· Valburg 
· Vorden 
· Wadenoijen 
· Wamel 
· Warnsveld 
· Wehl 
· Wisch 
· Zelhem 
· Zoelen
1. ↑  Gemeentewapens Achterhoek en Liemers - Auteur: Mr. O. Schutte